# Ху Жунхуа
Ху Жунхуа́ (кит. трад. 胡榮華, упр. 胡荣华, пиньинь Hú Rónghuá, род. 14 ноября 1945 г., в Шанхае) — сильнейший игрок в сянци XX века.
Впервые Ху завоевал звание чемпиона Китая по сянци в 1960 году, в возрасте 15 лет. В то время многие комментаторы думали, что столь юный игрок мог стать чемпионом лишь по случайности. Однако далее он победил в чемпионатах Китая ещё 9 раз подряд, в итоге удерживая чемпионство 10 чемпионатов и 20 лет подряд, с 1960 по 1979 год (чемпионаты Китая по сянци в то время проводились не ежегодно).
Далее он становился чемпионом Китая в 1983 и 1985 году. В середине 1990-х люди думали, что его время прошло, и что молодое поколение игроков уже заняло его место, однако он вновь стал чемпионом Китая в 1997 и 2000 годы.
Таким образом, Ху Жунхуа поставил и удерживает рекорд по числу побед в чемпионатах Китая по сянци (14), рекорд как самый молодой чемпион (15 лет в 1960 году) и рекорд как самый старший чемпион (55 лет в 2000 году).
Согласно публикации Тима Краббе в 1989 сыграл партию в сянци с претендентом на мировое первенство по шахматам Робертом Хюбнером, в которой выиграл лишь из-за зевка последнего.